# Kuyucakkarapınar, Gördes
Kuyucakkarapınar là một xã thuộc huyện Gördes, tỉnh Manisa, Thổ Nhĩ Kỳ. Dân số thời điểm năm 2011 là 106 người.